# Briord
Briord est une commune française, située dans le département de l'Ain en région Auvergne-Rhône-Alpes. En face de Briord se trouve l'ancien réacteur nucléaire Superphénix.
Ses habitants s'appellent les Briolands et les Briolandes.

## Géographie
Village situé sur la rive droite du Rhône.
Son altitude varie de 200 m à 580 m, la mairie se situant à 210 m.

### Localisation
Briord se trouve sur la RD 19 (Sault-Brénaz à Brégnier-Cordon).

### Climat
Pour des articles plus généraux, voir Climat d'Auvergne-Rhône-Alpes et Climat de l'Ain.
En 2010, le climat de la commune est de type climat des marges montargnardes, selon une étude du CNRS s'appuyant sur une série de données couvrant la période 1971-2000. En 2020, Météo-France publie une typologie des climats de la France métropolitaine dans laquelle la commune est exposée à un climat de montagne ou de marges de montagne et est dans la région climatique Alpes du nord, caractérisée par une pluviométrie annuelle de 1 200 à 1 500 mm, irrégulièrement répartie en été.
Pour la période 1971-2000, la température annuelle moyenne est de 11,6 °C, avec une amplitude thermique annuelle de 18 °C. Le cumul annuel moyen de précipitations est de 1 254 mm, avec 10,8 jours de précipitations en janvier et 7,5 jours en juillet. Pour la période 1991-2020, la température moyenne annuelle observée sur la station météorologique de Météo-France la plus proche, sur la commune de Montagnieu à 1 km à vol d'oiseau, est de 12,4 °C et le cumul annuel moyen de précipitations est de 1 099,9 mm,. Pour l'avenir, les paramètres climatiques de la commune estimés pour 2050 selon différents scénarios d'émission de gaz à effet de serre sont consultables sur un site dédié publié par Météo-France en novembre 2022.

## Urbanisme

### Typologie
Au 1er janvier 2024, Briord est catégorisée commune rurale à habitat dispersé, selon la nouvelle grille communale de densité à 7 niveaux définie par l'Insee en 2022.
Elle est située hors unité urbaine et hors attraction des villes,.

### Occupation des sols
L'occupation des sols de la commune, telle qu'elle ressort de la base de données européenne d’occupation biophysique des sols Corine Land Cover (CLC), est marquée par l'importance des forêts et milieux semi-naturels (48,5 % en 2018), en augmentation par rapport à 1990 (46,8 %). La répartition détaillée en 2018 est la suivante : 
forêts (47,4 %), zones agricoles hétérogènes (25,9 %), terres arables (9,6 %), zones urbanisées (7,7 %), eaux continentales (5,7 %), cultures permanentes (2 %), espaces ouverts, sans ou avec peu de végétation (1,2 %), prairies (0,6 %).
L'évolution de l’occupation des sols de la commune et de ses infrastructures peut être observée sur les différentes représentations cartographiques du territoire : la carte de Cassini (XVIIIe siècle), la carte d'état-major (1820-1866) et les cartes ou photos aériennes de l'IGN pour la période actuelle (1950 à aujourd'hui).

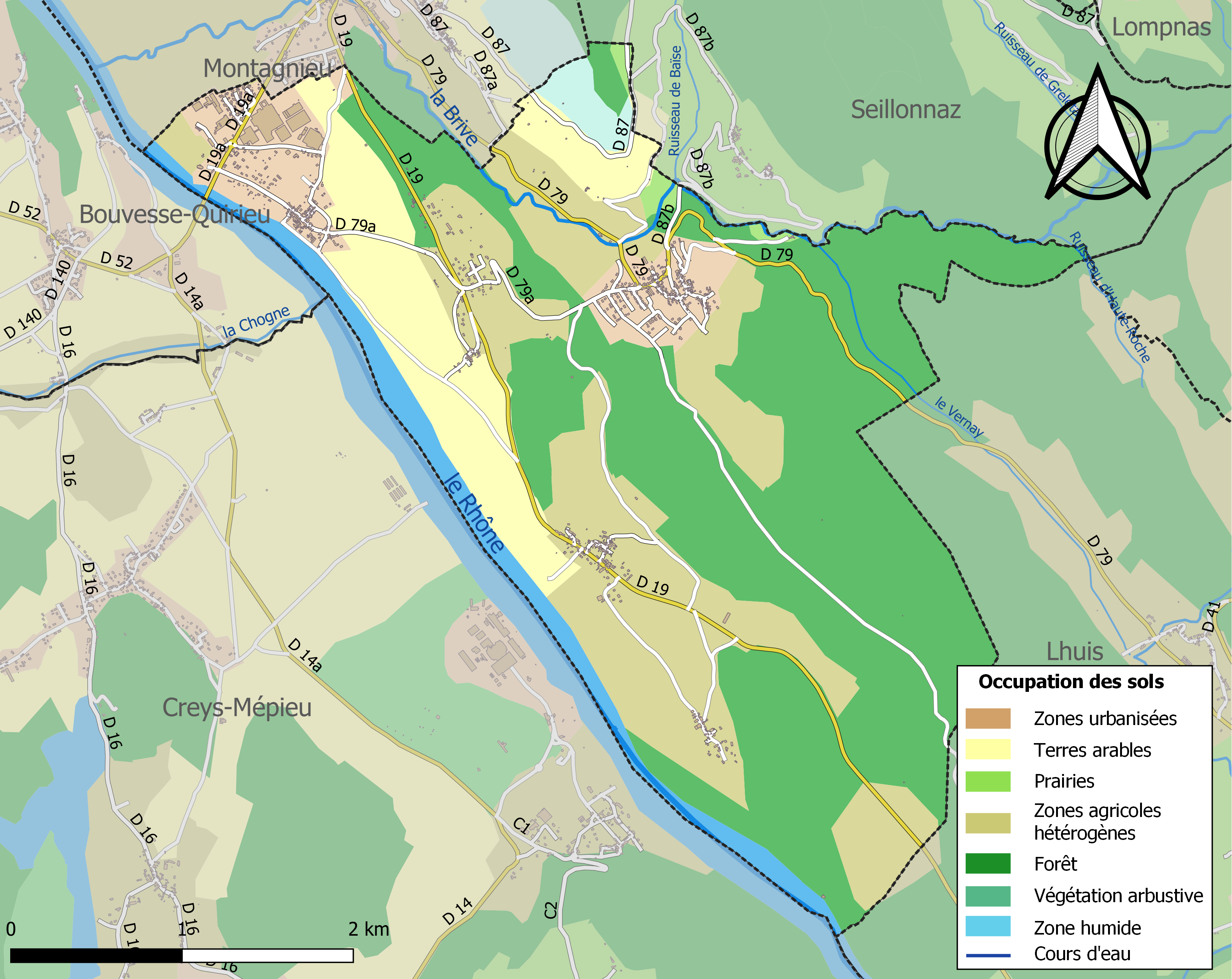
Carte des infrastructures et de l'occupation des sols de la commune en 2018 (CLC).

## Toponymie
Une inscription en latin, découverte dans la commune, portait l'inscription Vicani brioratenses.
Le nom de la localité est attesté sous les formes Briort et Brihort en l'an 1150.
Ce toponyme d'origine gauloise serait formé du radical gaulois briva (pont) et d'un suffixe restant obscur.

## Histoire
Briord a été continuellement occupée durant l'Empire romain puis lors des royaumes burgonde et mérovingien. Un aqueduc-tunnel percé à travers la colline de Briarette alimentait Briord avec les eaux de la Brivaz. Il a été exploré et dégagé au début des années 1900. Des fouilles réalisées entre 1956 et 1961, ont découvert au lieu-dit des Plantées une importante nécropole d'époque gallo-romaine et barbare, avec près de 200 tombes allant du Ier au VIIe siècle, et les substructures d'une petite église paléochrétienne de construction grossière et totalement ruinée. Les dernières tombes utilisent des matériaux récupérés de l'église ou sont placées sur son emplacement, et sont donc postérieures. Une nouvelle campagne de 1964 à 1965 a mis au jour 73 tombes de plus. Quelques inscriptions funéraires ont été découvertes. Des fouilles ont été poursuivies jusqu'en 1981. Un autre fragment d'inscription a été découverte par hasard en 1986, à l'intérieur du tunnel-aqueduc.
Paroisse (Abbatia Briortii, terra de Brior, capellanus de Briort) sous le vocable de saint Jean-Baptiste. Du temps de l’évêque de Belley Aymon, c'est-à-dire vers le milieu du XIe siècle, Briord possédait une abbaye, ainsi que le prouve l'extrait suivant d'un ancien cartulaire : « Hoec est notificatio terroe sancti Johannis Baptistoe Bellicensis ecclesim, quoe est sita in episcopatu Lugdunensi:.... 1° in potestate sanctoe Olivoe ecclesia de Oleiaco cum omnibus appendxciis ; abbatia Briortii cum omnibus appendiciis suis et villa Romeriaci ; ecclesia Isarnodari cum suis pertinentiis, etc. »
On ignore par qui fut fondée cette abbaye et sous quelle règle elle était placée. Claude Estiennot, ancien religieux d’Ambronay Bénédictins, qui a conservé dans ses manuscrits le fragment reproduit ci-dessus, pense que cette abbaye existait déjà au IXe siècle, et que c'est à Briord que mourut Charles II le Chauve.
Les évêques de Belley possédaient encore, au XIIIe siècle, le patronage de l'église de Briord. Il passa depuis, on ne sait comment, aux archevêques de Lyon, qui le conservèrent jusqu'à la Révolution.

## Politique et administration

### Découpage territorial
La commune de Briord est membre de la communauté de communes de la Plaine de l'Ain, un établissement public de coopération intercommunale (EPCI) à fiscalité propre créé le 15 décembre 2002 dont le siège est à Chazey-sur-Ain. Ce dernier est par ailleurs membre d'autres groupements intercommunaux.
Sur le plan administratif, elle est rattachée à l'arrondissement de Belley, au département de l'Ain et à la région Auvergne-Rhône-Alpes. Sur le plan électoral, elle dépend du  canton de Lagnieu pour l'élection des conseillers départementaux, depuis le redécoupage cantonal de 2014 entré en vigueur en 2015, et de la cinquième circonscription de l'Ain  pour les élections législatives, depuis le dernier découpage électoral de 2010.

### Administration municipale

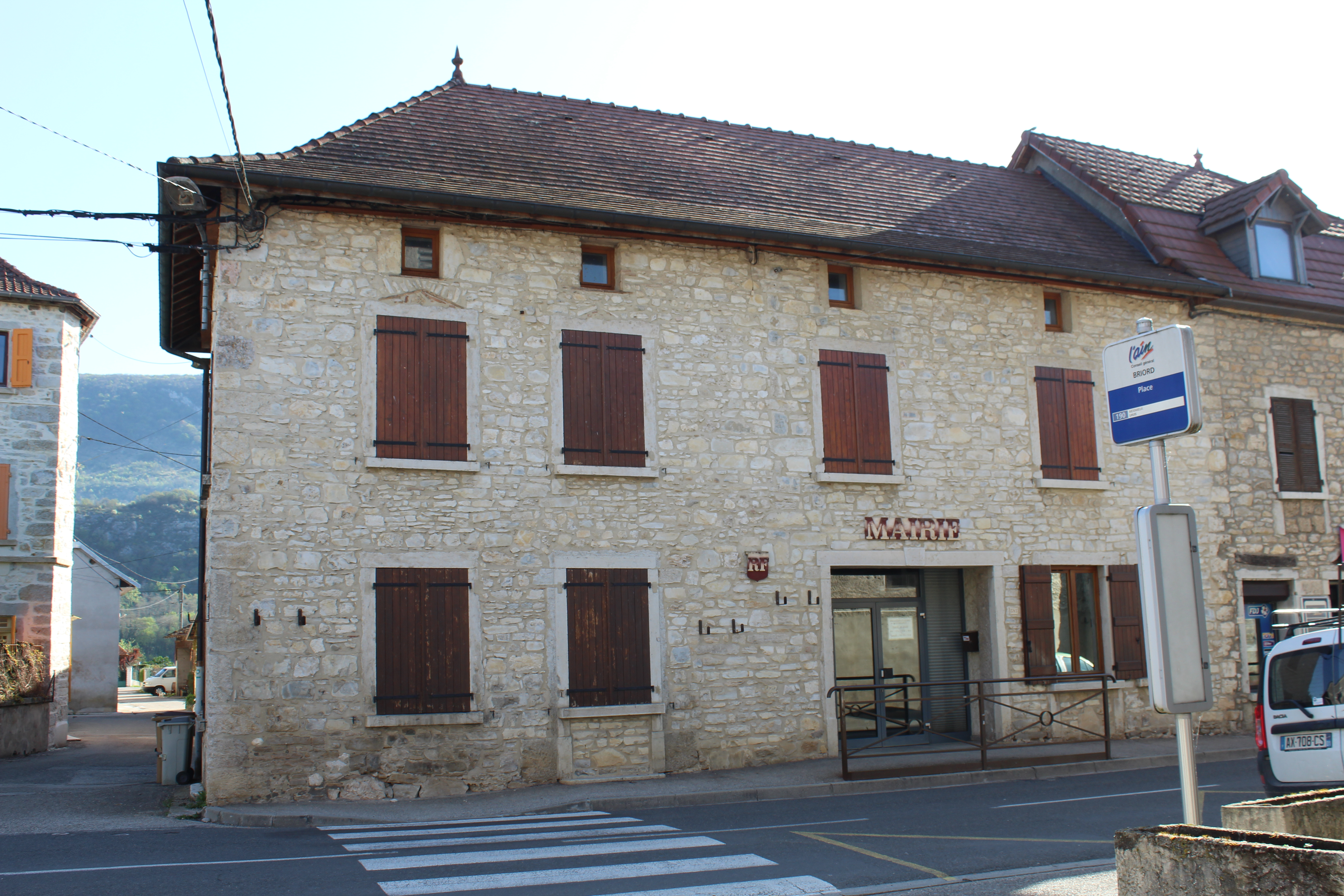
Mairie.

| Période                                  | Période  | Identité      | Étiquette | Qualité                                   |
| ---------------------------------------- | -------- | ------------- | --------- | ----------------------------------------- |
| 1995                                     | 2001     | André Moiroud |           |                                           |
| 2001                                     | mai 2020 | Jacky Lambert |           | administrateur de société                 |
| mai 2020                                 | En cours | Patrick Blanc |           | ingénieur ou cadre technique d'entreprise |
| Les données manquantes sont à compléter. |          |               |           |                                           |

## Démographie
L'évolution du nombre d'habitants est connue à travers les recensements de la population effectués dans la commune depuis 1793. Pour les communes de moins de 10 000 habitants, une enquête de recensement portant sur toute la population est réalisée tous les cinq ans, les populations de référence des années intermédiaires étant quant à elles estimées par interpolation ou extrapolation. Pour la commune, le premier recensement exhaustif entrant dans le cadre du nouveau dispositif a été réalisé en 2005.
En 2022, la commune comptait 1 102 habitants, en évolution de +11,2 % par rapport à 2016 (Ain : +5,15 %, France hors Mayotte : +2,11 %).
| 1793 | 1800 | 1806 | 1821 | 1831 | 1836 | 1841 | 1846 | 1851 |
| ---- | ---- | ---- | ---- | ---- | ---- | ---- | ---- | ---- |
| 583  | 643  | 626  | 658  | 766  | 731  | 763  | 724  | 763  |

| 1856 | 1861 | 1866 | 1872 | 1876 | 1881 | 1886 | 1891 | 1896 |
| ---- | ---- | ---- | ---- | ---- | ---- | ---- | ---- | ---- |
| 750  | 734  | 715  | 651  | 640  | 612  | 586  | 547  | 539  |

| 1901 | 1906 | 1911 | 1921 | 1926 | 1931 | 1936 | 1946 | 1954 |
| ---- | ---- | ---- | ---- | ---- | ---- | ---- | ---- | ---- |
| 521  | 544  | 521  | 512  | 457  | 402  | 394  | 403  | 388  |

| 1962 | 1968 | 1975 | 1982 | 1990 | 1999 | 2005 | 2006 | 2010 |
| ---- | ---- | ---- | ---- | ---- | ---- | ---- | ---- | ---- |
| 366  | 393  | 413  | 520  | 618  | 675  | 800  | 833  | 893  |

| 2015  | 2020  | 2022  | - | - | - | - | - | - |
| ----- | ----- | ----- | - | - | - | - | - | - |
| 1 000 | 1 095 | 1 102 | - | - | - | - | - | - |

## Économie
- Roset, fabricant de meubles personnalisés

## Lieux et monuments

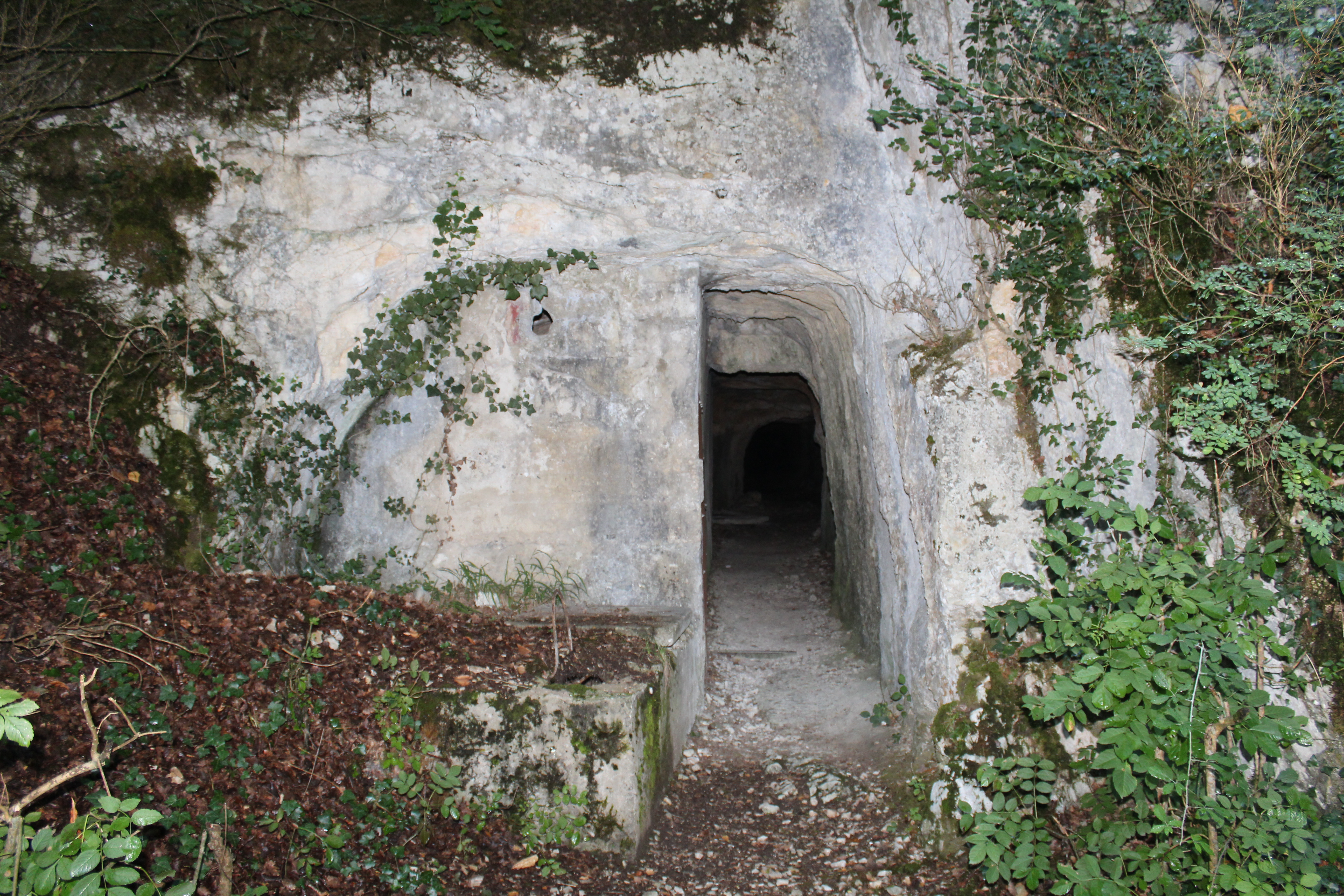
Entrée de l'acqueduc romain.

- Aqueduc romain de Briord.

Il fait l’objet d’un classement au titre des monuments historiques depuis le 8 août 1904.
- Port gallo-romain sur le Rhône.
- Musée de la société d'histoire et d'archéologie de Briord.
- Château de Saint-André.

Ruines d'un château dont les seigneurs sont cités depuis le XIe siècle. Il est acquis, en 1257, par les comtes de Savoie et conquis par le Dauphin de Viennois. En 1343, il passe avec le Dauphiné au roi de France qui l'échange, en 1354, avec les comtes de Savoie. Le château est ruiné à la fin du XVIe siècle par les troupes du roi Henri IV.
- Église Saint-Jean-Baptiste de Briord.
- Pont de Briord.

## Personnalités liées à la commune
- Le comte de Montbel d'Entremont, seigneur savoyard, était propriétaire du château de Saint-André de Briord au XVIe siècle. Sa fille unique, Jacqueline, épousa l'amiral Gaspard II de Coligny, chef des protestants, assassiné lors du massacre de la Saint-Barthélemy en 1572. Sa veuve vint se réfugier au château de Saint-André et y donna naissance à une petite fille, née le 21 décembre 1572, Marguerite de Coligny.
- Une  famille de relieurs célèbres du XIXe siècle avec François Bozerian et  Jean-Claude Bozerian.